# Denis Ten Memorial Challenge
La Denis Ten Memorial Challenge è una gara di pattinaggio di figura organizzata dalla Denis Ten Foundation ad Almaty, in Kazakistan. Dal 2020 fa parte del circuito ISU Challenger Series. Comprende gare a livello senior e junior nei singoli, sia maschili che femminili, nella coppia e nella danza su ghiaccio. 

La competizione prende il nome da Denis Ten, medaglia di bronzo per il Kazakistan alle Olimpiadi invernali di Soči nel 2014.

## Albo d'oro senior
CS: ISU Challenger Series

### Singolo maschile
| Anno    | Oro                             | Argento                         | Bronzo                          |
| 2019    | Moris Qvitelashvili             | Makar Ignatov                   | Daniel Albert Naurits           |
| 2020 CS | cancellato a causa del COVID-19 | cancellato a causa del COVID-19 | cancellato a causa del COVID-19 |
| 2021 CS | Petr Gumennik                   | Mark Kondratjuk                 | Andrei Mozalev                  |
| 2022 CS | Nika Egadze                     | Dias Jirenbayev                 | Vladimir Litvintsev             |
| 2023 CS | Lim Ju-heon                     | Nika Egadze                     | Kim Han-gil                     |
| 2024 CS | Mikhail Shaidorov               | Vladimir Litvintsev             | Nika Egadze                     |

### Singolo femminile
| Anno    | Oro                             | Argento                         | Bronzo                          |
| 2019    | Serafima Sakhanovich            | Anastasiia Guliakova            | Alexandra Feigin                |
| 2020 CS | cancellato a causa del COVID-19 | cancellato a causa del COVID-19 | cancellato a causa del COVID-19 |
| 2021 CS | Viktoriia Safonova              | Ekaterina Ryabova               | Anastasiia Shabotova            |
| 2022 CS | Kim Min-chae                    | Anna Levkovets                  | Choi Da-bin                     |
| 2023 CS | Mariia Seniuk                   | Choi Da-bin                     | Alina Urushadze                 |
| 2024 CS | Anastasija Gubanova             | Sofia Samodelkina               | Lara Naki Gutmann               |

### Coppie
| Anno    | Oro                                 | Argento                                | Bronzo                            |
| 2019    | Lina Kudriavtseva / Ilia Spiridonov | Laura Barquero / Tòn Cónsul            | Dorota Broda / Pedro Betegón      |
| 2020 CS | cancellato a causa del COVID-19     | cancellato a causa del COVID-19        | cancellato a causa del COVID-19   |
| 2021    | Karina Akopova / Nikita Rakhmanin   | Anastasia Mukhortova / Dmitry Evgenyev | Yasmina Kadyrova / Ivan Balchenko |

### Danza su ghiaccio
| Anno    | Oro                                  | Argento                                        | Bronzo                                |
| 2019    | Katharina Müller / Tim Dieck         | Adelina Galyavieva / Louis Thauron             | Maxime Weatherby / Temirlan Yerzhanov |
| 2020 CS | cancellato a causa del COVID-19      | cancellato a causa del COVID-19                | cancellato a causa del COVID-19       |
| 2021 CS | Anastasia Skoptsova / Kirill Aleshin | Alexandra Nazarova / Maxim Nikitin             | Elizaveta Khudaiberdieva / Egor Bazin |
| 2022 CS | Kana Muramoto / Daisuke Takahashi    | Jennifer Janse van Rensburg / Benjamin Steffan | Mariia Ignateva / Danijil Szemko      |
| 2023 CS | Diana Davis / Gleb Smolkin           | Jennifer Janse van Rensburg / Benjamin Steffan | Mariia Pinchik / Mykyta Pogorielov    |
| 2024 CS | Natalie Taschlerova / Filip Taschler | Oona Brown / Gage Brown                        | Alicia Fabbri / Paul Ayer             |

## Albo d'oro junior

### Singolo maschile
| Anno | Oro                             | Argento                         | Bronzo                          |
| 2019 | Daniil Samsonov                 | Artur Danielian                 | Mark Kondratjuk                 |
| 2020 | cancellato a causa del COVID-19 | cancellato a causa del COVID-19 | cancellato a causa del COVID-19 |
| 2021 | Vladislav Dikidzhi              | Fedor Zonov                     | Semyon Soloviev                 |
| 2022 | Artur Smagulov                  | Leonid Gittelman                | Nikita Krivosheyev              |
| 2023 | Choi Ha-bin                     | Konstantin Supatashvili         | Ali Efe Gunes                   |

### Singolo femminile
| Anno | Oro                                      | Argento                                  | Bronzo                                   |
| 2019 | Daria Usacheva                           | Maiia Khromykh                           | Maria Levushkina                         |
| 2020 | cancellato a causa del COVID-19 pandemic | cancellato a causa del COVID-19 pandemic | cancellato a causa del COVID-19 pandemic |
| 2021 | Sofia Samodelkina                        | Elizaveta Kulikova                       | Varvara Kisel                            |
| 2022 | Inga Gurgenidze                          | Kim Yu-seong                             | Karina Issakova                          |
| 2023 | Inga Gurgenidze                          | Anna Iushchenkova                        | Park Eun-bi                              |

### Danza su ghiaccio
| Anno | Oro                                       | Argento                           | Bronzo                                     |
| 2021 | Vasilisa Kaganovskaia / Valeriy Angelopol | Sofia Leontieva / Daniil Gorelkin | Taisia Linchevskaya / Timur Babaev-Smirnov |
| 2023 | Darya Grimm / Michail Savitskiy           | Mariia Alieva / Yehor Barshak     | Mia Lee Mayer / Davide Calderari           |